# Яндекс.Лончер
Я́ндекс Ло́нчер (англ. Yandex Launcher) — бесплатная графическая оболочка для организации рабочего пространства на Android-смартфонах.

## Функциональность
По информации The Next Web, одна из главных отличительных особенностей Яндекс Лончер — встроенный рекомендательный сервис. В основе рекомендательного сервиса лежит технология машинного обучения, с помощью которой Лончер подбирает приложения, игры, видео и иные виды контента, которые могут заинтересовать пользователя. Ключевыми элементами Лончера являются бесконечная контент-лента персональных рекомендаций Яндекс Дзен, а также система рекомендации приложений; оба элемента встроены в Лончер и анализируют любимые ресурсы пользователя и другие аспекты его поведения с целью создания уникальной модели предпочтений пользователя.
Среди других особенностей Лончера: темы для оформления интерфейса, коллекции обоев, быстрый поиск среди контактов, приложений и сайтов, поиск по цвету значка приложения, «умные» папки и виджеты, встроенные нотификации на иконках, менеджер экранов, визуальный редактор сетки иконок и др. Также в это приложение были встроены Алиса и Яндекс Мессенджер.

## Монетизация
Монетизация Лончера осуществляется за счет встроенных рекомендательных сервисов. Внутри ленты Яндекс Дзен отображается нативная реклама. Большая часть рекомендаций в сервисе рекомендации приложений подбирается без учета коммерческой составляющей, но если пользователь установил приложение по одной из коммерческих рекомендаций, то соответствующая рекламная сеть выплачивает Яндексу комиссию.
За второй квартал 2016 года «Экспериментальные направления» Яндекса (куда входят Яндекс Лончер, встроенный в него Яндекс Дзен и ряд других продуктов компании) принесли 153 млн руб. выручки.

## История
В 2009 году компанией SPB Software было опубликовано приложение SPB Mobile Shell. Приложение стало победителем нескольких конкурсов.
В 2011 году SPB Software была куплена Яндексом. Благодаря этому Яндекс приобрел права на продукцию компании, в том числе на оболочку SPB Shell 3D. Это приложение было платным.
После покупки Яндексом оболочка получила новое имя — Яндекс.Shell. В нее были встроены сервисы компании, и она стала распространяться бесплатно для пользователей из России и ряда других стран.
В 2014 году Яндекс выпустил собственную модифицированную Android-прошивку, которая получила название Яндекс. Kit. Прошивка была тесно интегрирована с сервисами Яндекса. Одним из стандартных приложений, поставлявшихся с прошивкой, был лончер на основе Яндекса. Shell. Яндекс. Kit предустанавливался, в частности, на смартфоны Huawei.
6 октября 2015 года была опубликована графическая оболочка Яндекс. Лончер. Несмотря на то, что в создании Лончера участвовали разработчики Яндекс. Shell и Яндекс. Кит, эти проекты имели мало общего между собой. В отличие от Лончера, Кит был ориентирован на бизнес, и не распространялся через Google Play. Shell имел принципиально иную схему монетизации и иную географию распространения.
8 октября 2015 года Google Play ошибочно заблокировал Яндекс. Лончер. Однако почти сразу же приложение было разблокировано.
Первое время после запуска Лончер был доступен только для пользователей из Латинской Америки, затем установка была разрешена для пользователей из ЕС, США, России и других стран. 14 декабря 2015 года приложение стало доступным во всём мире.
В октябре 2016 года Яндекс предложил ритейлерам и производителям Android-смартфонов предустанавливать свои приложения (в том числе Яндекс. Лончер). Участниками этой программы стали МТС (Россия), Multilaser (Бразилия), ZTE (Китай), Wileyfox (Великобритания), Posh Mobile и др.
На начало 2016 года иностранная аудитория сервиса в три раза превышала российскую.
С октября 2023 года Яндекс прекращает поддержку Yandex Launcher.

## Технология
Для генерации персональных рекомендаций Яндекс. Лончер использует технологию искусственного интеллекта. Система анализирует, какие из рекомендованных приложений пользователь установил или проигнорировал, и на основе этого предугадывает, какие приложения могут заинтересовать пользователя в будущем. Чем больше пользователь взаимодействует с Лончером, тем более точными становятся рекомендации. Рекомендации также зависят от места жительства пользователя, его интересов и других факторов.
Лончер является одним из «Discovery»-продуктов Яндекса. К этой же категории относится Яндекс. Дзен, который является составной частью Лончера.
Некоторые элементы дизайна Лончера генерируются алгоритмически. В частности, цвета для карточек приложений автоматически подбираются на основе цветовой гаммы иконки.
Для интернет-поиска Лончер может использовать Яндекс, Google или Bing (по выбору пользователя).

## Руководство
Главой сервиса является Фёдор Ежов. До этого Ежов работал в SPB Software и SPB TV.
Ранее проектом руководил Дмитрий Полищук.

## Критика
Яндекс Лончер критиковался за недостаток возможностей по тонкой настройке приложения. В частности, он не позволяет выключать показ названий иконок. Лончер также критиковался за малое разнообразие обоев в онлайн-сборнике.

## Конкуренты
Две другие крупнейшие поисковые компании (Google и Yahoo) также имеют собственные лончеры для Android.